# Haydar ibn Ali
Hàydar ibn Alí Hussayn Razí fou un historiador persa nascut vers 1585 i mort en data desconeguda.
Va escriure una voluminosa història del món que en alguns manuscrits és anomenada Majmà i en altres Zúbdat at-tawàrikh, tot i que popularment és coneguda com a Tarikh-i Haydari (La història d'Hàydar).